# Arxipèlag de Cabrera
Arxipèlag de Cabrera este o arie protejată (arie specială de conservare — SAC, sit de importanță comunitară — SCI, arie de protecție specială avifaunistică — SPA) din Spania întinsă pe o suprafață de 20.529,95 ha, integral pe uscat.

## Localizare
Centrul sitului Arxipèlag de Cabrera este situat la coordonatele 39°09′32″N 2°56′32″E / 39.1588°N 2.9422°E.

## Înființare
Situl Arxipèlag de Cabrera a fost declarat sit de importanță comunitară în iulie 2000 pentru a proteja 3 specii de plante și 31 de specii de animale. Alte tipuri de protecție:
- arie de protecție specială avifaunistică (în martie 2006)[2]
- arie specială de conservare (în mai 2015)[1][3][4]

## Biodiversitate
Situată în ecoregiunile marină mediteraneană și mediteraneană, aria protejată conține 26 de habitate naturale: Faleze cu vegetație de Limonium spp. endemic de pe coastele mediteraneene, Dune mobile cu vegetație embrionară, Stepe sărăturate mediteraneene (Limonietalia), Dune mobile de-a lungul țărmului cu Ammophila arenaria („dune albe”), Ape puternic oligomezotrofe cu vegetație bentonică cu Chara spp., Dune de pe litoral fixate cu Crucianellion maritimae, Tufărișuri termo-mediteraneene și de pre-deșert, Salicornia și alte specii anuale care populează regiunile mlăștinoase și nisipoase, Dune cu vegetație ierboasă Malcolmietalia, Izvoare petrifiante cu formare de travertin (Cratoneurion), Formațiuni stabile xerotermofile de Buxus sempervirens pe pante stâncoase (Berberidion p.p.), Golfuri mici largi și golfuri puțin adânci, Lande oro-mediteraneene cu formațiuni endemice de grozamă, Pante stâncoase calcaroase cu vegetație casmofită, Dune de coastă cu Juniperus spp., Phrygana endemică cu Euphorbio-Verbascion, Dune cu tufărișuri sclerofile Cisto-Lavenduletalia, Păduri de Olea și Ceratonia, Vegetație anuală la limita mareei, Peșteri marine scufundate complet sau parțial, Pseudostepă cu ierburi și specii anuale de Thero-Brachypodietea, Tufărișuri halofile mediteraneene și termo-atlantice (Sarcocornetea fruticosi), Matorral arborescenți cu Juniperus spp., Straturi cu Posidonia (Posidonion oceanicae), Lagune de coastă, Tufărișuri halo-nitrofile (Pegano-Salsoletea).
La baza desemnării sitului se află mai multe specii protejate:
- plante (3): Diplotaxis ibicensis, Helianthemum caput-felis, Paeonia cambessedesii
- păsări (25): pasărea ogorului (Burhinus oedicnemus), Calonectris diomedea, măcăleandru (Erithacus rubecula), Falco eleonorae, șoim călător (Falco peregrinus), muscar negru (Ficedula hypoleuca), rândunică (Hirundo rustica), Hydrobates pelagicus, sfrâncioc cu cap roșu (Lanius senator), Larus audouinii, muscar sur (Muscicapa striata), vultur pescar (Pandion haliaetus), Phalacrocorax aristotelis desmarestii, codroș de munte (Phoenicurus ochruros), codroșul de pădure (Phoenicurus phoenicurus), pitulice de munte (Phylloscopus collybita), pitulice-fluierătoare (Phylloscopus trochilus), Puffinus puffinus mauretanicus, mărăcinar (Saxicola rubetra), silvie cu cap negru (Sylvia atricapilla), silvie de zăvoi (Sylvia borin), silvie roșcată (Sylvia cantillans), silvie de câmp (Sylvia communis), Sylvia sarda, sturz-cântător (Turdus philomelos)
- mamifere (4): liliac cu aripi lungi (Miniopterus schreibersii), liliac cu picioare lungi (Myotis capaccinii), liliac comun (Myotis myotis), delfin mare (Tursiops truncatus)
- reptile (2): Caretta caretta, Podarcis lilfordi

Pe lângă speciile protejate, pe teritoriul sitului au mai fost identificate 13 specii de plante, 1 specie de păsări, 9 specii de nevertebrate, 17 specii de pești, 2 specii de reptile.